# Обични гавран
Обични гавран (лат. Corvus corax) је крупна црна птица из породице врана (Corvidae). Распрострањен је широм Северне хемисфере, на четири континента. Гавран је сваштоједна, прилагодљива и успешна птица. То је изузетно интелигентна животиња, која је коегзистирала са људима хиљадама година и постала предмет бројних митова, народних предања и књижевних дела.

## Опис
Обични гавран је једнобојно црна птица, чије перје, нарочито на крилима, има метални одсјај. Дугачак је и до 64 cm, а тежак 1–1,5 kg. Распон крила му износи до 1,20 м. Има упадљив, клинасти облик репа. Кљун му је снажан и благо повијен ка доле.

## Распрострањење и станиште
Обични гавран има највеће распрострањење од свих врста из свог рода. Живи у Европи, Азији, Северној Америци и на северу Африке. Појављује се у разним климатским областима, од Арктика, до Сахаре. Среће се и до 6.350 м надморске висине, на Монт Евересту. Гавран највише воли шумска станишта, са отвореним подручјима у близини или приобална подручја.

## Подврсте
- насељава Европу и Азију до Бајкалског језера, а на југу до Кавказа и северног Ирана. Има краћи кљун од осталих подврста и повијен.
- насељава Исланд и Фарска острва. Има мањи одсјај од претходне подврсте, а доњи део вратног перја му је беличаст. Са Фарских острва је изумро шарени гавран, који је био варијација ове подврсте.
- насељава подручје од Грчке до северозападне Индије, централне Азије и западне Кине. Већи је од европске подврсте, али има краће перје на грлу. Врат и груди му имају смеђи тон. Основа вратног перја му је понекад потпуно бела.
- насељава север Африке и Канарска острва. То је најмања подврста са најкраћим перјем на грлу.
- насељава Хималаје. То је највећа и најсјајнија подврста са најдужим перјем на грлу. Основа вратног перја му је сива.
- насељава североисточну Азију. Има већи кљун од европске подврсте.
- насељава Северну Америку и Гренланд. Има највећи кљун, веома сјајно перје, које је на грлу веома дугачко.
- насељава југ САД и Средњу Америку. Мањи је од претходне подврсте са мањим и ужим кљуном.

## Мотив обичног гаврана у култури

### Монотеистичке религије
У Курану (Сура 5:27-31), Алах шаље гаврана да копањем канџама по земљи научи Каина да закопа мртвог Авеља у земљу.
У Талмуду (Санхедрин, 108б), гавран је међу врстама које су се париле на Нојевој Арци и због тога је кажњен. Исламска верзија приче о Ноју указује на то, да се гавран није вратио на Арку и да је због тога проклет, те му се боја перја променила у црну.
У Библији има неколико помињања гаврана. У Књизи о Јову (39:3) Божији глас из вихора пита Јова ко готови храну гаврану, на шта се одговор даје у Псалму 146. У истом тону, Исус у Новом завету (Јеванђеље по Луци, 12:24) даје пример гаврана који не сеју и не жању, а Бог их храни. У Првој књизи о царевима (17:4-6), гавранови по наређењу Бога доносе хлеб и месо пророку Илији сваког дана, ујутру и увече.
Верна приврженост пустињацима попут пророка Илије, Светог опата Антуна и Светог Павла Тивејског, особина је која се у хришћанству везује за гаврана. Тако је, према казивању, тело Викентија Сарагоског после смрти чувао гавран, не хранећи се њиме, а терајући од тела чак и насрнулог вука. Пренос моштију Викентија Сарагоског у Лисабон је инспирација за грб града Лисабона.

### Митраизам
У митраизму, гавран је симбол гласника, али и првог стадијума митријске иницијације. Присутан је на основним иконама убијања бика (тауроктонија), али и на специфичним делима, попут жртвеника из Паноније. На уметничким делима, људски ликови са маском гаврана означавају управо верника првог ступња (пример је рељеф из Коњица). Сматра се на основу ове симболике да су жене биле искључене из митријских мистерија, јер је у старом веку гавран схватан као потпуно мушка животиња, непријатељски настројена према женама. Такође, иницијациона схема у митраизму се поистовећује с планетарним сферама, те тако ступањ Гаврана одговара планети Меркур.

### Словенска веровања
Гавран у словенским веровањима спада у птице злослутнице. Будући лешинаром и црне боје, гавран се сматра предзнаком и симболом смрти и несреће. Но иако је гавран опште прихваћено сматра за предзнак смрти, његово грактање са смрћу повезује само 23,7% јужнословенских испитаника. Чешће од гаврана, смрт се повезује са завијањем пса или хуком сове. Други извори бележе само веровања, без анализе раширености Када се црна боја гаврана удружи с искуственом чињеницом о интелигенцији гаврана, пружа се основ за развој и неких сложенијих митолошких представа.
Улога гаврана као весника смрти и несреће у српској епској поезији се види преко честе формуле Полећела/долећела два врана гаврана. Гавран се понекад истиче и као доносилац добрих вести, рецимо у једној песми забележеној код Вука Караџића доноси момку вести о свадби. У неким местима у Србији гавран се сматра птицом пророчицом која доноси вести о боју и брани од града, те постоји и народна забрана убијања гаврана.
Често се гавранови користе у клетвама, са жељом да проклињаном птице кљују и разнесу тело. Примери клетава су „Чавће и гаврање те по сливе разнели!“, „Гаврање те разнели!“
У средњем веку мушкој деци је давано заштитно лично име Гавран. Са овим се именом срећемо у средњовековним изворима, а у српским народним песмама спомиње се и чувени Гавран харамбаша хајдучки.

### Германска митологија
У нордијској митологији, два гаврана (Хугин и Мунин) лете светом и преносе Одину информације о свему што су видели. Один им је чак дао способност говора. Због овога, Один се у Млађој Еди назива гавран-богом. Повезаност гаврана са Одином и смрћу уочава се и у скалдској поеми Храфнсмаул, у којој неименована Валкира дискутује с гавраном о животу и ратничким врлинама Харалда Лепокосог.
И у другим делима гавранови поседују знање о свету, невезано за симболизам борби или смрти. У Ланднаумабоуку, гаврани су водичи броду на путу од Фарских острва до Исланда.
Бројни скандинавски владари су током средњег века дизали заставу гаврана, између осталих Харалд Сурови и Кнут Велики, а Викинзи су пловили и освајали под њом. У Саги о Оркнијцима, заставу гаврана су у биткама носили војници Сигурда Снажног, а сама застава је узрочник страдања својих носилаца.
- Один са два гаврана, Хугином и Мунином
- Валкира разговара с гавраном
- Застава гаврана на таписерији из Бајеа

### Келтска митологија
И у келтској митологији постоји симбол гаврана. У велшкој митологији гаврани се повезују са богом Браном Благословеним. Ирска богиња Мориган се појављује на рамену хероја Кухулина по његовој смрти. Тек тада су његови противници поверовали да је мртав.

### Остале митологије
У неким народима Северне Америке (Тлингит, Цимшиан) и источне Азије (Кереци, Корјаци), гавран се појављује као божанство. Само полуострво Камчатка је по митологији створило божанство, гавран Кутх. Постоје и друга имена за божанство гаврана, попут назива Куки који користе Кереци у народним причама. Корјачка митологија је усредсређена на шамана Квикила (Велики Гавран), који је био први човек и заштитник Корјака.